# George Tomkyns Chesney
George Tomkyns Chesney, född 30 april 1830 och död 31 mars 1895, var en brittisk militär. Han var bror till Charles Cornwallis Chesney och brorson till Francis Rawdon Chesney.
Chesney blev officer i indiska armén 1848 och utmärkte sig särskilt vid Delhi 1857. 1880-86 var Chesney militärsekreterare hos den indiska regeringen och 1886-91 medlem av generalguvernörens råd. Han utnämndes 1892 till general och blev samma år medlem av underhuset.
Chesney skrev bland annat Indian polity (3:e upplagan 1894).